# Заседателев, Вячеслав Васильевич
Вячеслав Васильевич Заседателев (1923—1996) — полковник Советской Армии, участник Великой Отечественной войны, Герой Советского Союза (1944).

## Биография
Вячеслав Заседателев родился 14 марта 1923 года в селе Колпна (ныне — посёлок в Орловской области). В 1930 году родители переехали в рабочий посёлок Сокол Вологодской области (с 1932 - город Сокол), куда в 1933 году перевезли Вячеслава. В 1941 году он окончил десять классов школы №1, после чего работал на Сокольском целлюлозно-бумажном комбинате. В январе 1942 года Заседателев был призван в Рабоче-крестьянскую Красную Армию. Учился в Лепельском пехотном училище. С августа 1943 года — на фронтах Великой Отечественной войны, командовал отделением 218-го гвардейского стрелкового полка 77-й гвардейской стрелковой дивизии 61-й армии Центрального фронта. Отличился во время битвы за Днепр.
В ночь с 26 на 27 сентября 1943 года Заседателев одним из первых переправился через Днепр в районе села Неданчичи Репкинского района Черниговской области Украинской ССР и принял активное участие в боях на плацдарме на его западном берегу, отразив все немецкие контратаки.
Указом Президиума Верховного Совета СССР «О присвоении звания Героя Советского Союза генералам, офицерскому, сержантскому и рядовому составу Красной Армии» от 15 января 1944 года за «образцовое выполнение боевых заданий командования по форсированию реки Днепр и проявленные при этом мужество и героизм» гвардии старший сержант Вячеслав Заседателев был удостоен высокого звания Героя Советского Союза с вручением ордена Ленина и медали «Золотая Звезда» за номером 3243.
После окончания войны Заседателев продолжил службу в Советской Армии. В 1946 году он окончил Московское военно-инженерное училище, а 1956 году — Военно-инженерную академию. В январе 1973 года в звании полковника Заседателев был уволен в запас. Проживал в Киеве. Умер 27 февраля 1996 года, похоронен на Лукьяновском военном кладбище Киева.
Был также награждён орденами Отечественной войны 1-й степени и Красной Звезды, рядом медалей.
Память
- Бюст В.В.Заседателева установлен в Колпне [1] и городе Калач Воронежской области.
- На здании школы №1 в городе Сокол Вологодской области установлена мемориальная доска.